# Осларка
Ослàрка е село в Южна България, община Чирпан, област Стара Загора.

## География
Село Осларка се намира на около 27 km юг-югозападно от областния център Стара Загора и 14 km източно от общинския център Чирпан. Разположено е в Старозагорското поле на Горнотракийската низина. Надморската височина в центъра на селото е около 193 m. През селото тече от северозапад на югоизток малък ляв приток на Меричлерска река, която е ляв приток на река Марица. Климатът е преходно-континентален.
Общински пътища водят от Осларка: на север към селата Самуилово и Михайлово; на юг към град Меричлери и на запад – през село Гита към град Чирпан.
Землището на село Осларка граничи със землищата на: село Самуилово на север и изток; село Димитриево на югоизток; град Меричлери на юг; село Гита на запад.
В землището на село Осларка има микроязовир.
Населението на село Осларка, наброявало 317 души при преброяването към 1934 г. и 94 към 1992 г., намалява до 2 (по служебен документ на НСИ от 31.12.2023 г.) към 2023 г.

## История
След Руско-турската война 1877 – 1878 г. по Берлинския договор 1878 г. селото – тогава с име Читал юк (Чатал юк), остава в Източна Румелия; присъединено е към България след Съединението 1885 г.; изселено е през 1886 г.; през 1934 г. е преименувано на Осларка като населена местност (от село Самуилово); признато е за село през 1940 г.

## Личности
- Стойчо Стойчев (1937 – 1996) – поет, роден в село Осларка.